# BBVA (Chile)
BBVA (denominado como Scotiabank Azul entre 2018 y 2019) fue una entidad bancaria chilena que se fusionó el 7 de julio de 2018 con el grupo canadiense Scotiabank.

## Historia

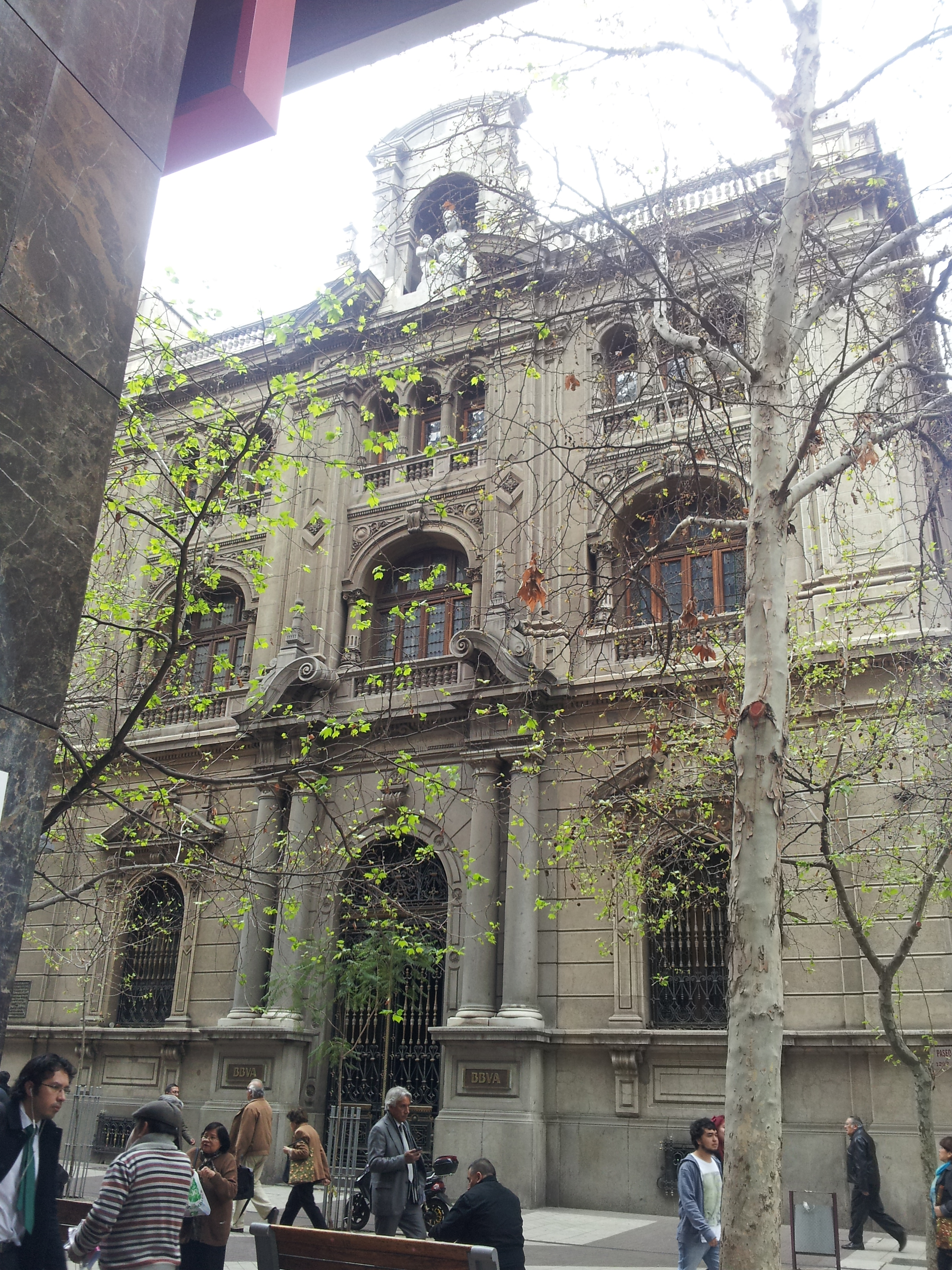
Edificio que ocupó la casa matriz del Banco BHIF desde 1977.

El origen de BBVA Chile se remonta al año 1883 con la creación del Banco Hipotecario en Valparaíso, el cual inició operaciones el 1 de diciembre de ese año. El 12 de junio de 1969 adopta el nombre de Banco Hipotecario de Desarrollo. Posteriormente, el 7 de junio de 1976, se convierte en banco de fomento y adopta el nombre de Banco Hipotecario y de Fomento Nacional (desde el 4 de diciembre de 1980 Banco Hipotecario de Fomento Nacional). En 1976 inicia un proceso de expansión impulsado por los tres grupos industriales que controlaban el banco, y traslada la sede a Santiago, instalándose en el antiguo edificio de la Caja de Crédito Hipotecario en 1977, ubicado en Huérfanos 1234 y el cual había sido ocupado por la Dirección del Registro Electoral hasta ese año.
El 9 de septiembre de 1988 cambió de nombre a Banco Hipotecario Internacional Financiero, cambiando nuevamente de nombre el 26 de octubre de 1989, pasando a ser Banco BHIF, y el 13 de noviembre de ese mismo año se fusiona con el Banco Nacional.
El 9 de febrero de 1995, Banco BHIF adquiere Banesto Chile Bank (ex Banco del Pacífico y Agrobanco de Chile). El 25 de marzo de 1999 es comprado por el banco español BBV (Banco Bilbao Vizcaya) y renombrado BBV Banco BHIF. En junio de 2000 adquiere el Banco Exterior.  
La fusión en España del BBV con Argentaria implica la adopción del nombre BBVA y en Chile BBVA Banco BHIF, nombre que adopta el 17 de mayo de 2000. En marzo de 2003 la razón social del banco chileno cambia a BBVA, adoptado como nombre comercial en ese año. 
En diciembre de 2017, se anunció que el banco Scotiabank Chile compró el 68% de BBVA Chile, por un valor de US$ 2200 millones de dólares, con intenciones de fusionar operaciones. Así, Scotiabank aumentó su cuota de mercado a un 14% (BBVA tenía un 7 % de participación) y se convirtió en el tercer banco privado más grande del país.A partir del 7 de julio de 2018, Scotiabank toma el control de BBVA Chile, con lo cual la marca legal fue renombrada como Scotiabank Azul hasta su integración total con Scotiabank. El cambio se realizó progresivamente desde septiembre de 2018, finalizando totalmente en noviembre de 2019. Con ello finalizó las operaciones del ex BBVA y de la marca Scotiabank Azul.
En febrero de 2022, BBVA anunció que volvería a operar en Chile, con la apertura de una oficina de representación en Santiago.